# L'Inferno (film, 1911)
Pour les articles homonymes, voir L'Inferno.
Pour plus de détails, voir Fiche technique et Distribution.
L'Inferno est un film muet italien inspiré de la Divine Comédie, réalisé par Giuseppe Berardi et Arturo Busnengo, sorti en 1911.

## Synopsis
Le voyage de Dante et de Virgile est reconstruit dans ses épisodes principaux ; la forêt obscure, la vision de Béatrice, la traversée de l'Achéron, Paolo e Francesca, Farinata degli Uberti, les usuriers sous la pluie de feu, Ulysse, Pierre Des Vignes, le comte Ugolin della Gherardesca et Lucifer qui dévore Judas.

## Fiche technique
- Titre : L'Inferno
- Réalisation :	Giuseppe Berardi et Arturo Busnengo
- Scénario :
- Photographie :
- Montage :
- Musique :
- Direction artistique :
- Décors :
- Costumes :
- Son :
- Producteur :
- Société de production : Helios Film
- Pays de production :  Royaume d'Italie
- Langue : film muet avec les intertitres en italien
- Format : Noir et blanc — 35 mm — 1,33:1 — Muet
- Genre : Film dramatique
- Durée : 15 minutes
- Dates de sortie : 
  - Royaume d'Italie : 10 mars 1911
  - France : novembre 1911

## Distribution
- Giuseppe Berardi : Dante Alighieri
- Armando Novi : Virgile

## Production
Le film est produit en toute hâte, par une petite société de production Helios Film de Velletri, pour sortir avant la super-production de la Milano Films, inspiré du même thème dantesque. Ainsi, d'une durée de 15 minutes, le film réussit à sortir en salles, trois mois avant, et profiter de la grande attente qui, entre-temps, s'était créée parmi le public. Il fut projeté pour la première fois au Théâtre Mercadante de Naples le 10 mars 1911.

## Autour du film
- Le film est composé de la manière la plus typique de l'époque, avec 25 tableaux animés (contre 54 du film concurrent), rendus intéressants par une série d'effets spéciaux déployés avec habileté, parmi lesquels le vol des luxurieux et le gigantisme de Minos.
- La scénographie est tirée des illustrations de Gustave Doré. Elle se différencie par une connotation plus érotique exploitant la nudité des damnés comme le sein découvert de Francesca da Polenta ainsi que par un usage moins articulé des légendes, qui sont seulement 18 et moins systématiques.